# Jørn H. Sværen
Jørn Henrik Sværen (ur. 12 listopada 1974) – norweski pisarz, publicysta, właściciel wydawnictw H press (rozwiązane 31 grudnia 2009 r.) i England. Znany przede wszystkim jako członek zespołu Ulver, gdzie pełni rolę współautora tekstów. Jest również odpowiedzialny za wizualizacje wykorzystywane w trakcie koncertów zespołu, które stworzył we współpracy z Kristin Bøyesen.

## Dyskografia
- Ulver – Vargnatt (demo, 1993, wydanie własne, tekst utworu 2.)
- Arcturus – La Masquerade Infernale (1997, Music for Nations, Misanthropy Records, tekst utworu 6.)
- Arcturus – The Sham Mirrors (2002, The End Records, tekst utworów 4. i 6.)
- Ulver – Svidd Neger (2003, Jester Records)
- Ulver – Blood Inside (2005, Jester Records)
- Ulver – Shadows of the Sun (2007, Jester Records)
- Ulver – Wars of the Roses (2011, Jester Records)

## Publikacje
- Jørn H. Sværen, Dronning av England, Kolon Forlag, 2011, ISBN 978-82-05-41193-7